# محب علي لو
محب‌ علي لو هي قرية في مقاطعة خدا أفرين، إيران. عدد سكان هذه القرية هو 83 في سنة 2006.